# КомТранс
КомТранс («Коммерческий автотранспорт»), COMTRANS — международный специализированный Московский автосалон, демонстрирующий тенденции развития общественного и грузового автотранспорта.  С 2011 года COMTRANS проводится раз в два года по нечётным годам, чередуясь с международным автосалоном IAA в Ганновере.

## История
«COMTRANS' 2000»
1-я Международная выставка прошла на Ходынском поле под патронажем кампании «Медиа Глоб» (Media Globe) — организатором международных специализированных выставок в области коммерческого транспорта, строительной техники и технологий на российском рынке. В первой выставке участвовала 21 компания, относящиеся непосредственно к автомобильной промышленности, в также производству запасных частей и комплектующих. На протяжении 2000—2011 годов выставка проходила в ежегодном режиме.
«COMTRANS' 2001»
2-я Международная выставка. Экспозиции выставки до 2005 года располагались на обширной территории аэродрома Хадынского поля. В 2001 году в ней приняли участие 36 международных фирм, кроме стран СНГ свою продукцию представили и европейские бренды, такие как Volvo, Scania, Ford и др. На выставке впервые прошёл конкурс «Лучший коммерческий автомобиль года в России».
Победителями в номинациях конкурса стали:
- Зарубежный / отечественный грузовик — Volvo FH12 и МАЗ-5440
- Зарубежный / отечественный фургон — Ford Transit и ГАЗ Соболь
- Зарубежный / отечественный автобус — Karosa C 934E и ПАЗ-4230 «Аврора»

«COMTRANS' 2002» 
3-я Международная выставка собрала около 70 фирм и организаций, связанных с коммерческим транспортом.

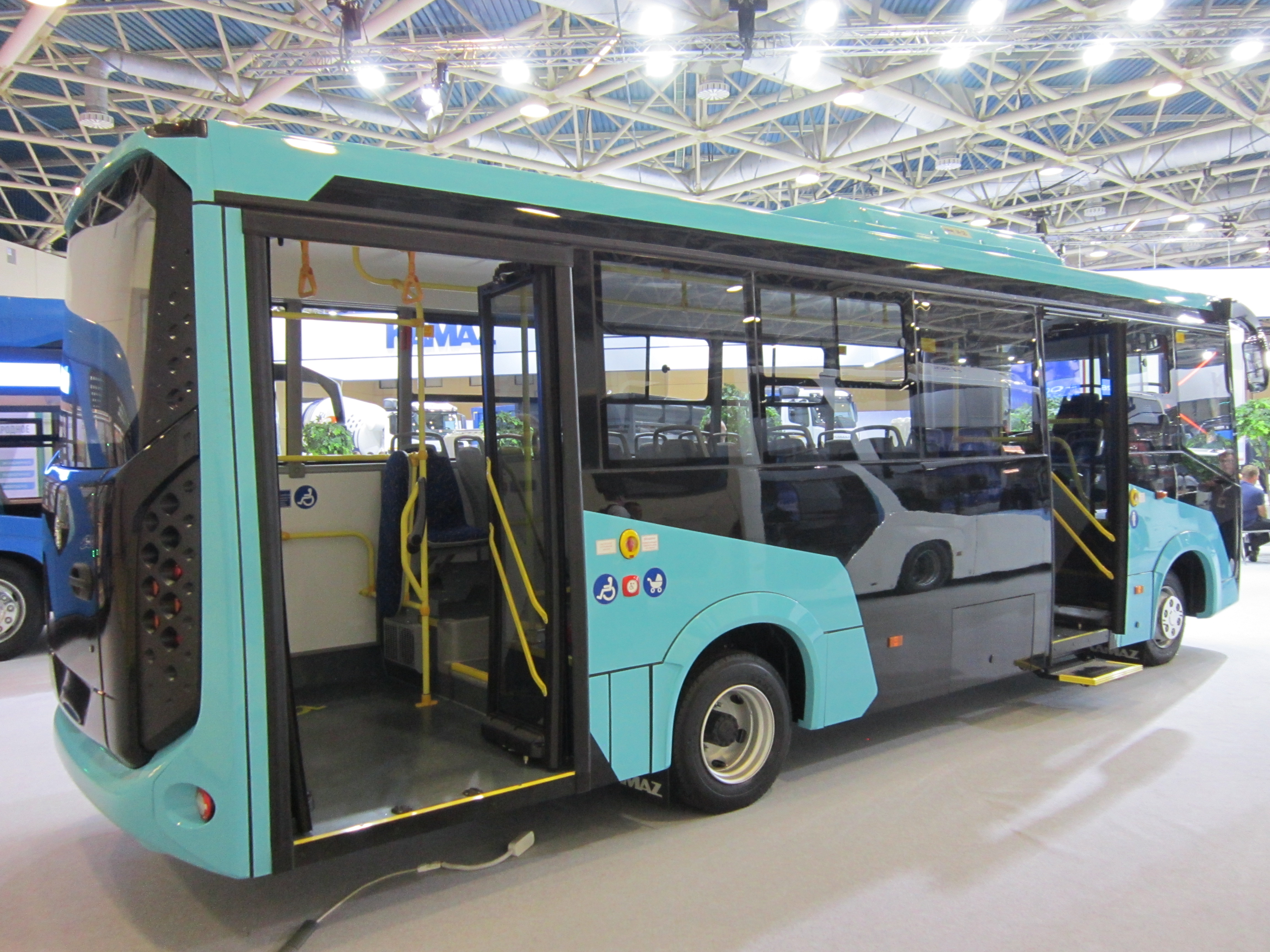
KAMAZ VEGA на КомТранс-2023

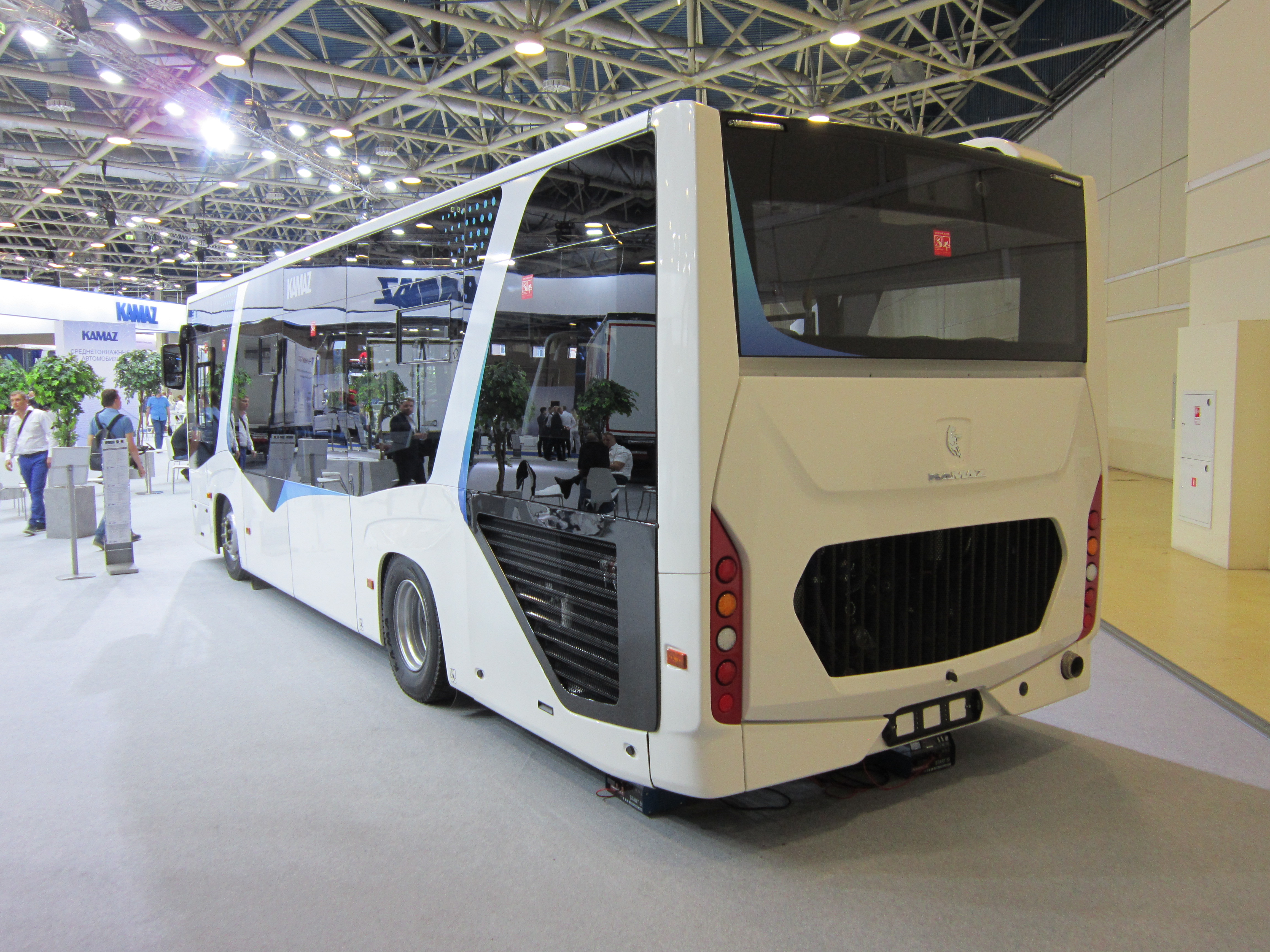
КамАЗ-4290 на КомТранс-2023

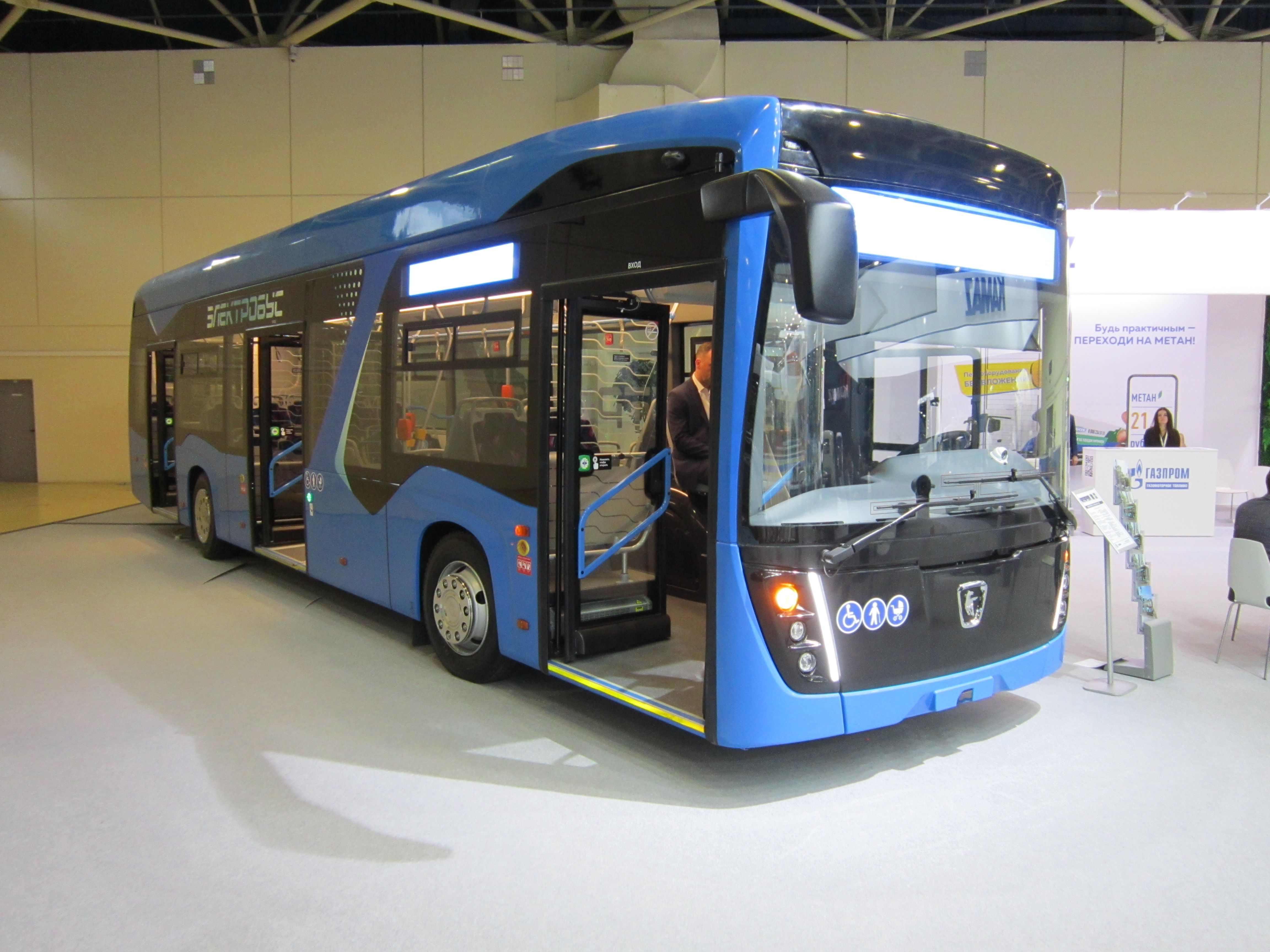
КамАЗ-6282 ONC на выставке КоиТранс-2023

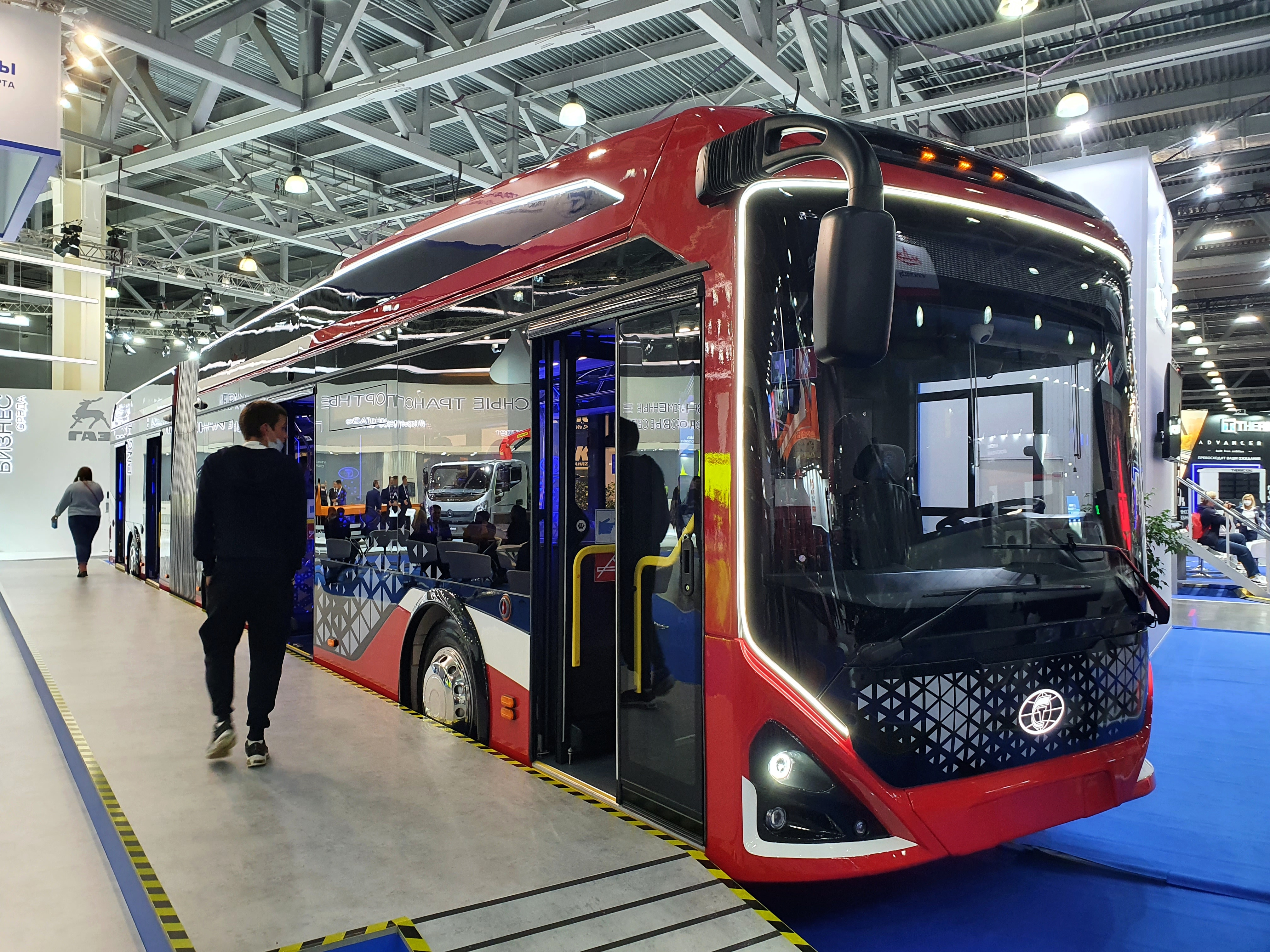
Электробус Pioneer-6245 на экспозиции КомТранс-2021

Победителями выставки в номинациях стали:
- Зарубежный / отечественный грузовик — Scania Griffin и КамАЗ-6520
- Зарубежный / отечественный фургон — IVECO Daily и ВИС-АВТО
- Зарубежный / отечественный автобус — Mercedes-Benz Travego и ГолАЗ-4244

«COMTRANS' 2003»
4-я Международная выставка
Победителями выставки в номинациях стали:
- Зарубежный / отечественный грузовик — Volvo FH/FM и МАЗ-4370
- Зарубежный / отечественный фургон — Mercedes-Benz Sprinter и ГАЗель
- Зарубежный / отечественный автобус — Scania OmniLink и Волжанин-5285

«COMTRANS' 2004»
5-я Международная выставка.
Победителями выставки в номинациях стали:
- Зарубежный / отечественный грузовик — Mercedes-Benz Actros и КамАЗ-4911
- Зарубежный / отечественный фургон — VW Transporter T5
- Зарубежный / отечественный автобус — Setra 400 TopClass и НефАЗ-5299

«COMTRANS' 2005» 
6-я Международная выставка. С 2005 года экспозиции выставки проводятся в выставочном центре МВЦ «Крокус Экспо». Впервые на «КомТрансе» помимо известных европейских брендов были показаны китайские коммерческие автомобили. ЗАО «ВАП «Волжанин» представил линейку автобусов на базе шасси Scania — Волжанин-6270 особо большого класса, городской Волжанин-5270 большого класса, трёхосный туристический Волжанин-6216 особо большого класса.
Победителями выставки в номинациях стали:
- Зарубежный / отечественный грузовик — Volvo FМ12 и МАЗ-544008/544069
- Зарубежный / отечественный фургон — Ford Transit Connect
- Зарубежный / отечественный автобус — Setra 400 СomfortClass и Волжанин-6270

«COMTRANS' 2006»
7-я Международная выставка.
Победителями выставки в номинациях стали:
- Зарубежный / отечественный грузовик — Renault Premium и ГАЗ-3310 Валдай
- Зарубежный / отечественный фургон — Renault Kangoo и Иж-27175
- Зарубежный / отечественный автобус — Scania OmniLine и ПАЗ-3237

«COMTRANS' 2007»
8-я Международная выставка. В 2007 году участие в выставке приняли 232 компаний, из них 63 зарубежных, по сравнению с 2006 годом их количество  выросло на 33,3 %. Количество посетителей на выставке в 2007 году составило 14609 человек, по сравнению с 2006 годом их количество увеличилось на 44 %. Минский автозавод представил серийный автобус ммдели МАЗ-203.
Победителями выставки в номинациях стали:
- Зарубежный / отечественный грузовик — Scania Griffin Space и КамАЗ-4308
- Зарубежный / отечественный фургон — Mercedes-Benz Sprinter
- Зарубежный / отечественный автобус — МАЗ-171
- Перспектива года — ГАЗ-2332 CityVan

«COMTRANS' 2008»

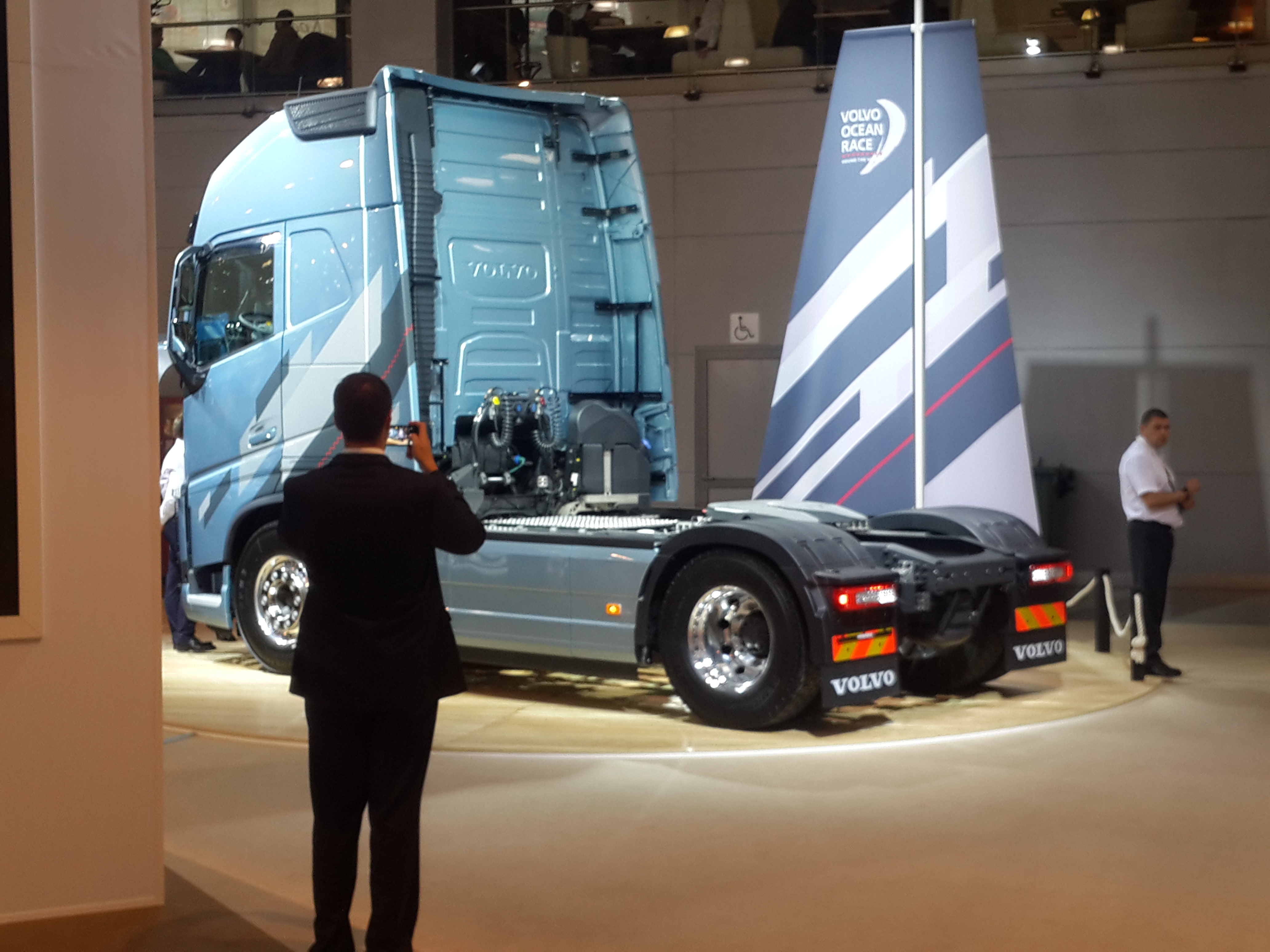
КомТранс-2017

9-я Международная выставка. Площадь выставки составила 50 тыс. кв. метров, в ней приняли участие 320 компаний, в том числе 35 зарубежных. Выставку посетили 18 768 человек.
Победителями выставки в номинациях стали:
- Зарубежный / отечественный грузовик — Renault Premium Lander и Урал-6563
- Зарубежный / отечественный фургон — Volkswagen Crafter
- Зарубежный / отечественный автобус — MAN Lion's Regio и Волжанин СитиРитм-12
- Перспектива года — МАЗ-6516 А8-321

В 2009-м году выставку пришлось отменить из-за мирового экономического кризиса и резкого падения спроса на автотранспорт (выпуск грузовиков в России по сравнению с 2008 годом упал на 62,1%.), организаторы выставки приняли решение о переносе выставки с 2009 на 2010 год.
«COMTRANS' 2010»
10-я Международная выставка.
Победителями выставки в номинациях стали:
- Грузовик года — МАЗ-5440 А9
- Фургон/малотоннажник года — Peugeot Partner New VU
- Автобус года — Mercedes-Benz Travego
- Перспектива года — КамАЗ-65117

«COMTRANS' 2011»
11-я Международная специализированная выставка. С этого года принято решение проводить выставочные экспозиции не ежегодно, а с интерывлом в один год. Участие в выставке приняли такие мировые фирмы как MAN, DAF, Scania, IVECO и Volvo. Из новинок представленных на выставке, лидером  в области разработки двигателей на альтернативном виде топлива, стал метан-дизельный Volvo FM 6x2. КАМАЗ показал два прототипа КАМАЗ-5490 с кабиной от Mercedes-Benz Axor, Группа ГАЗ привезла обновленную версию автобуса ПАЗ-3204 под названием «Вектор», белорусский МАЗ впервые продемонстрировал МАЗ-5440 B9 «Простор».
Победителями выставки в номинациях стали:
- Грузовик года — Scania R
- Фургон/малотоннажник года — Volkswagen T5
- Автобус года — Neoplan Cityliner
- Перспектива года — ГолАЗ-5251 «Вояж»

«COMTRANS' 2013»
12-я Международная выставка представила новинки европейских и азиатских производителей коммерческого транспорта, а также автомобили произведённые на территории России в рамках партнёрских отношений с такими концернами как Scania, MAN, Volvo Trucks, Ford и др. Новинками выставки этого года стали Mercedes-Benz Citan, первый произведенный в России грузовик MAN TGX, новый DAF XF Super Space Cab, КАМАЗ показал предсерийную модель KAMAZ-5490, ГАЗ продемонстрировал разнообразные кузова на базе ГАЗель NEXT.
Победителями выставки в номинациях стали:
- Грузовик года — Volvo FH
- Фургон/малотоннажник года — ГАЗель NEXT
- Автобус года — ГолАЗ-5251 «Вояж»
- Перспектива года — Tatra Phoenix

«COMTRANS' 2015»
13-я международная выставка коммерческих автомобилей. Участие в выставке приняли около 300 компаний из России, СНГ, Европы и Азии — производителей коммерческого автотранспорта, комплектующих и запчастей. Ситуация на рынке коммерческого транспорта в России переживает упадок в связи с мировым экономическим кризисом. Группа ГАЗ представила целый ряд моделей поколения NEXT — цельнометаллический фургон «ГАЗель NEXT»,  автобус «Вектор NEXT», «Урал NEXT», седельный тягач «ГАЗон NEXT». Из автобусных новинок на выставке была представлена новая низкопольная модель среднего класса для городских перевозок ЛиАЗ-4292 «Курсор» и газомоторный автобус Volgabus 528512-CNG "Serpantin"'.
Победителями выставки в номинациях стали:
- Грузовик года — ГАЗон NEXT
- Фургон/малотоннажник года — Ford Transit
- Автобус года — Mercedes-Benz Conecto
- Перспектива года — цельнометаллический фургон ГАЗель NEXT

«COMTRANS' 2017»
14-я международная выставка коммерческих автомобилей. В этом году на выставке КАМАЗ впервые представил грузовой автомобиль КАМАЗ-54901 с принципиально новой кабиной поколения К5, а также новый электробус КамАЗ-6282. Ульяновский автомобильный завод показал новую модель УАЗ Профи. Европейские автомобильные концерны представили обновлённые модели Scania (серии G, R, S), MAN TGX и DAF XF. Китайский производитель продемонстрировал в России премьерный показ новых моделей грузовиков Foton Auman — Auman EST A H5 и Aumark M4.
Победителями выставки в номинациях стали:
- Грузовик года — Scania Next generation
- Фургон/малотоннажник года — VW Crafter
- Автобус года — Setra 500 Comfort Class
- Перспектива года — МАЗ-5440 М9
- Прицеп/полуприцеп года — Schmitz S.КO. Cool

«COMTRANS' 2019»
15-я международная выставка коммерческих автомобилей. Выставку посетили 266 компаний из 15 стран мира. На выставке была широко представлена продукция концернов Volvo, DAF, MAN, Iveco, Mercedes-Benz, Ford, Renault, Scania. Перспективными новинками стали вездеход КАМАЗ-6355 (КамАЗ-Арктика) с колёсной формулой 8x8 и бескапотный самосвал «Урал C26.328P». ГАЗ представил рестайлинговый электробус ЛиАЗ-6274, грузовой внедорожник Садко NEXT, газовый ГАЗон NEXT 10, модернизированный Соболь 4х4 и низкопольный микроавтобус ГАЗель NN, со следующего года пошедший в серию под названием ГАЗель City. Белорусский МАЗ впервые продемонстрировал модель городского автобуса 3-го поколения МАЗ-303 большого класса.
Победителями в номинациях стали:
- Грузовик года — Ford F-MAX
- Фургон/малотоннажник года — Mercedes-Benz Sprinter
- Перспектива года — ГАЗ-C42A43 Садко NEXT
- Полуприцеп года — Schmitz Cargobull S.KO COOL SMART 16,8

«COMTRANS' 2021»

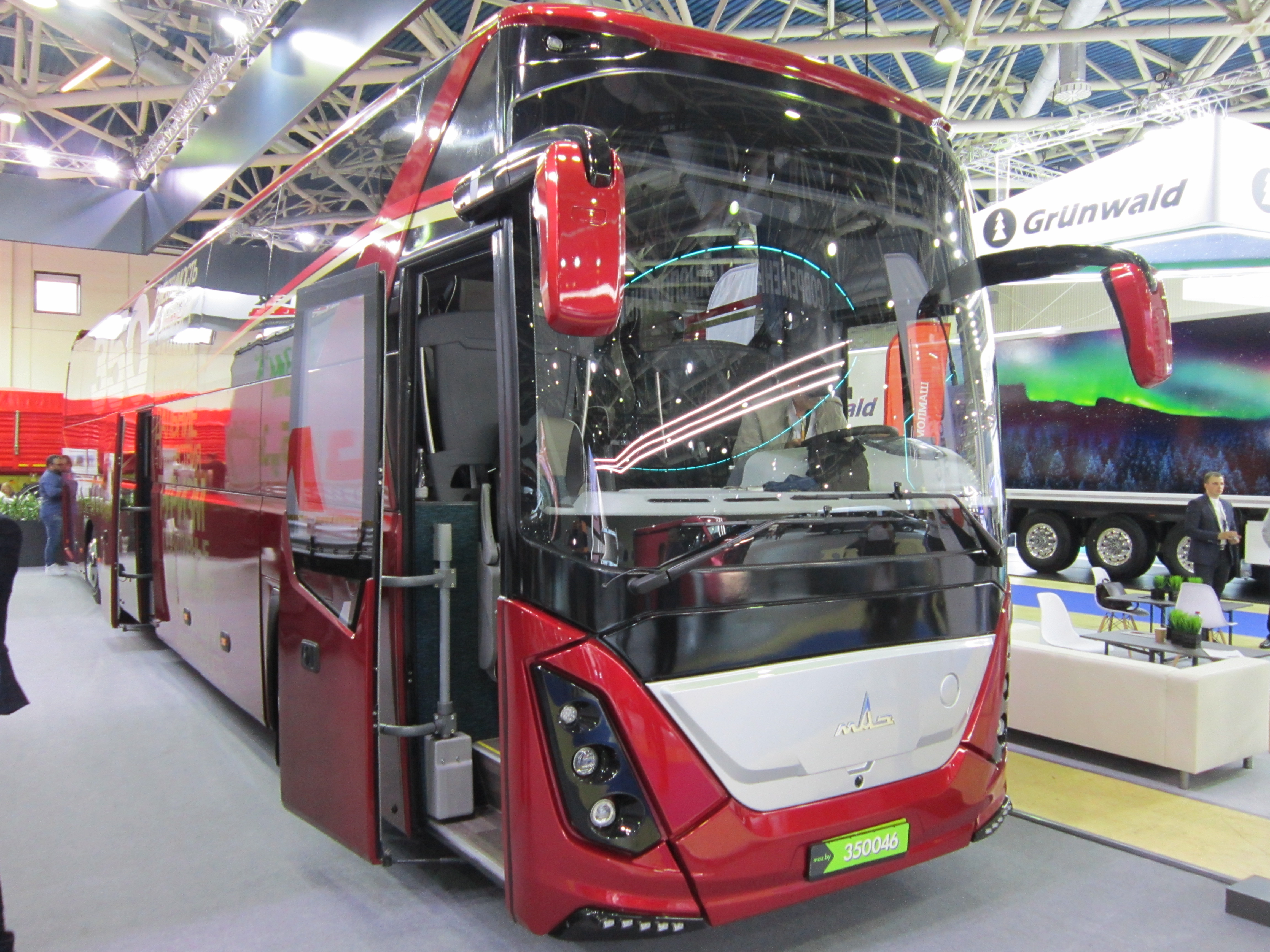
автобус МАЗ-350.046 на выставке КомТранс-2023

16-я международная выставка коммерческих автомобилей, в этом году на выставке было представлено 125 компаний из 9 стран мира. КАМАЗ продемонстрировал 8 автомобилей поколения К5. Среди представленных новинок пассажирского транспорта на выставке выделяются водоробусы КАМАЗ-6290 и ГАЗ CITYMAX 12 Hydrogen, электробусы «гармошки» KAMAZ-6292 и ПКТС-6245 «Пионер max». ГАЗ показал автобус малого класса «Валдай City» и городские автобусы нового поколения — электробус большого класса E-CITYMAX-12 и дизельный ПАЗ Citymax 9 среднего класса. Другими новинками стали карьерный самосвал «Геркулес» и КАМАЗ-65805 «Атлант» (10х6).
Победителями выставки в номинациях стали:
- Легкие грузовики - ГАЗель NN

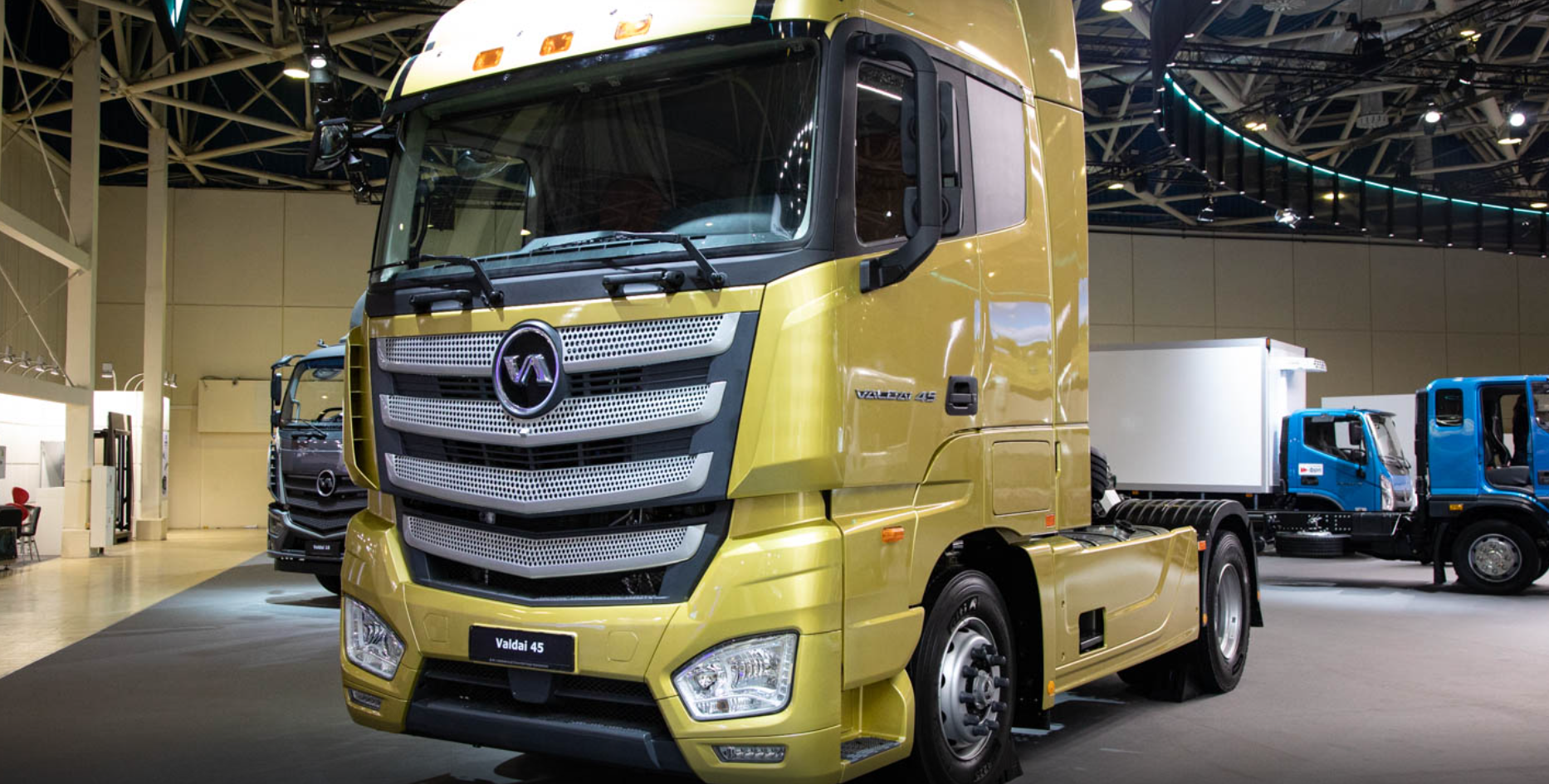
Тягач Валдай 45, КомТранс-2023

- Среднетоннажные грузовики — Hino 300 XZU720
- Магистральные грузовики — Mercedes-Benz Actros
- Строительные грузовики — КАМАЗ-6595
- Автобусы малого и среднего класса — Ford Transit
- Автобусы большого класса — КАМАЗ-6292
- Полуприцеп года —  Schmitz Cargobull S.KO COOL SMART

«COMTRANS' 2023»
17-я международная выставка коммерческих автомобилей, с этого года выставка проходит в ЦВК "Экспоцентр". В специализированной выставке приняли участие 242 компании из 5 стран мира — России, Белоруссии, Китая, Турции и Ирана, представляющие интересы организаций, связанных с грузовым и пассажирским автотранспортом. В экспозиции выставки КАМАЗ представил флагманскую линейку К5 на основе импортозамещённых компонентов — тягач КАМАЗ-54901, самосвалы КАМАЗ-6595 (6х4),  КАМАЗ-65951 (8х4), КАМАЗ «Компас 5», а также автобусы КамАЗ-4290 и KAMAZ–VEGA. Интересными новинками, представленными на выставке, стали грузовые автомобили Валдай-18, Валдай-33 и Валдай-45 от компании «Нижегородские грузовые автомобили», а также Урал-43206-67 («Урал-80») с колёсной формулой 4Х4. Белорусский производитель представил флагманский тягач МАЗ-541SA5 и автобус туристического класса МАЗ 350.
Победителями выставки в номинациях стали:
- Легкие грузовики — ГАЗель NN
- Среднетоннажные грузовики — ГАЗ Валдай 8
- Магистральные грузовики — КАМАЗ-54901
- Строительные грузовики — КАМАЗ-6520-В5
- Автобусы малого и среднего класса — МАЗ 206.947
- Автобусы большого класса — НефАЗ-5299-31-52
- Полуприцеп года — Grunwald Gr.Rf

## Описание
В грузовом автомобильном салоне «Коммерческий автотранспорт» принимают участие мировые и отечественные производители грузовой, коммерческой и специальной техники.
Основные разделы международного автосалона:
- автобусы и минивэны,
- прицепы и полуприцепы,
- вездеходы и внедорожники,
- коммунальная автотехника,
- спецавтотехника,
- системы поддержки и обслуживания,
- комплектующие и запасные части,
- смазочные материалы,
- шины,
- инструмент и ремонтное оборудование,
- лизинг автомобилей,
- страховые услуги,
- средства массовой информации.

Лучший коммерческий автомобиль года в России
В рамках автосалона проводится церемония награждения победителя конкурса "Лучший коммерческий автомобиль года в России"..
Он стал первым конкурсом подобного рода в России и за время своего существования приобрел статус самого авторитетного. За право стать призёром конкурса «Лучший коммерческий автомобиль года в России» ежегодно борются ведущие мировые и отечественные производители грузовиков, автобусов, фургонов, официально продаваемых и эксплуатирующихся на территории России.
Конкурс «Лучший коммерческий автомобиль года в России» — ежегодное некоммерческое мероприятие. Его цель — выявить, на основании экспертного мнения членов жюри, лучший коммерческий автомобиль в России в различных номинациях.
Жюри конкурса состоит из авторитетных журналистов специализированных российских изданий, освещающих автотранспортную тематику. Основной критерий при отборе номинантов Конкурса — вклад транспортного средства в повышение эффективности перевозок. При этом учитываются такие параметры, как новизна технических решений, эксплуатационные затраты, объёмы продаж, финансовые условия приобретения, наличие сервиса и так далее.
Задачи конкурса:
- Предоставление новых возможностей компаниям-производителям автотранспортной техники в их взаимодействии с деловыми и общественными кругами России и за рубежом;
- Содействовать продвижению лучших товаров и услуг на российском рынке.